# Aarão Haccohen
 Aarão Haccohen  ou Aaron ben Jacob Ha-Kohen ou Aarâo ben Jacob ben David ben Baccoben, (Hebraico: אהרן בן יעקב הכהן) de seu verdadeiro nome foi um rabino provençal do século XIV. Foi expulso de França com os outros judeus em 1306.
Escreveu na ilha de Maiorca uma obra de ciência e religião talmudica; “As compridas sendas da existência”, recompilação de sentenças.